# شهرستان شالینسکی (چچن)
شهرستان شالینسکی (به لاتین: Shalinsky District) یک منطقهٔ مسکونی در روسیه است که در چچن واقع شده‌است.